# 益子行弘
益子 行弘（ましこ ゆきひろ、1975年 -  ）は、日本の心理学者、社会福祉士。浦和大学特任講師。専攻は実験心理学、福祉心理学、コミュニケーション学。栃木県出身。
早稲田大学大学院人間科学研究科修士課程修了、早稲田大学大学院人間科学研究科博士後期課程単位取得退学。

## 人物
子ども福祉の観点から、夫婦の不仲が子どもに与える心理的影響や被虐待児の調査、片親引き離し症候群に関して、片親引き離しの実態調査と引き離しを受けている子どもの心理調査を行っている。
一連の研究結果から、一方の親による連れ去りは子どもの虐待に当たること、一方の親の誹謗中傷を聞かせることは子どもの心理に悪影響を与えることを報告しており、連れ去りを容認し、子どもの権利を軽視している家庭裁判所の姿勢を強く批判している。論調としては、安易な離婚決定や離婚後の養育放棄（養育費の未払いや虐待）、親の身勝手な同棲・再婚を批判しており、離婚しても両親に子どもの養育義務を課すべき、子どもの福祉を第一に考えて行動させるべきという主張である。また、子どもの福祉により配慮するため、離婚時の裁判外紛争解決における社会福祉士（ソーシャルワーカー）の活用や、離婚後の面会交流専門機関の設置を提唱している。
ただし日本における離婚後共同親権制度の導入については、必要性は認めながらも法改正に時間がかかる点を指摘し、親権の有無にかかわらず離婚後も子どもにとって両親は必要な存在であり、虐待等の子どもの不利益がない限り、面会交流の頻回化や共同養育の機会を与える等、法改正以前に現時点（単独親権制度中）から早急に親子引き離しの状況を改善すべきとの立場をとっている。
医療法人双愛会足尾双愛病院、東京都老人総合研究所（現東京都健康長寿医療センター）、金沢学院短期大学兼任講師、早稲田大学人間科学部兼任講師、早稲田大学人間総合研究センター客員研究員、東北公益文科大学公益学部公益学科助手、東北公益文科大学公益学部公益学科講師、東北公益文科大学大学院公益学研究科講師を経て、現在浦和大学総合福祉学部総合福祉学科特任講師。

## 出演番組
- サラリーマンの掟（おきて）リターンズ  （NHK、2012年11月23日）

## リンク
- 個人ホームページ（ましゆきホームページ） - 公式ウェブサイト
- 研究者 益子行弘 - 科学技術振興機構 研究者 Read & Researchmap
- 東北公益文科大学 教員紹介 益子行弘
- 浦和大学総合福祉学部 教員一覧